# André Lubrano
Pour les articles homonymes, voir Lubrano.
Pas d'image ? Cliquez ici

a Compétitions nationales et continentales officielles uniquement.

b Matchs officiels uniquement.
Dernière mise à jour le 25 mai 2025.
André Lubrano, né le 19 septembre 1946 à Sète (France), est un joueur international français de rugby à XV et un homme politique. Il a joué avec l'AS Béziers au poste de talonneur.
Il est manager de l'Association sportive de Béziers Hérault.
Adjoint de l'ancien maire communiste de Sète François Liberti de 1996 à 2001, il est ensuite premier secrétaire de la section socialiste de Sète et conseiller régional.

## Biographie

### Carrière sportive
André Lubrano pratique le rugby à XV à l'AS Poussan puis à l'AS Béziers de 1966 à 1974 et au RC Nîmes de 1974 à 1976.
À l'AS Béziers, avec Armand Vaquerin et Jean-Louis Martin, ils font partie d'une solide première ligne qui a dominé le Championnat de France au début des années 1970.
Il a disputé son premier test match avec l'équipe de France le 25 juin 1972, contre l'équipe d'Australie, son second et dernier test match fut contre l'équipe d'Écosse, le 13 janvier 1973.
Étant natif de Sète, il est pratiquant de la joute nautique et remporte deux fois (1978 et 1987) le Grand Prix de la Saint-Louis, sorte de championnat du monde de cette discipline.

### Carrière politique
André Lubrano commence sa carrière politique en 1989 en se présentant avec Jean Lacombe, député socialiste sur une liste d'union de la gauche (socialistes, radicaux, écologistes et membres de la société civile).
Puis, il se présente aux élections cantonales en 1994, sous l'étiquette PS sur le premier canton de Sète.
En 1995, ayant fait une liste d'union pour les élections municipales avec les communistes, emmenée par François Liberti, il est élu et sera 1er adjoint de 1996 à 2001. En 2001, il perd le premier canton en faisant 47 % au 2e tour, et devient élu d’opposition après l'élection à la municipalité de François Commeinhes.
Secrétaire de la section socialiste de Sète à partir de 2005, il est élu tête de liste à une large majorité des militants pour les élections cantonales et municipales de 2008.
La liste portée pour les municipales de 2008 nommée « Sète à vivre » réunit des socialistes, des radicaux de gauche, et des Verts.
Élu conseiller régional en mars 2010 sur la liste conduite par Georges Frêche, il prend la présidence du CEPRALMAR et la délégation au port de Sète-Frontignan.

## Statistiques en équipe nationale
- Sélections en équipe de France : 2
- Sélections par année : 1 en 1972, 1 en 1973
- Tournoi des Cinq Nations disputé : 1973

## Palmarès

### En club
- Vainqueur du Bouclier d'automne en 1970 et 1971 avec l'AS Béziers.
- Vainqueur du Championnat de France en 1971, 1972, 1974 avec l'AS Béziers[note 1].
- Vainqueur du Challenge Yves du Manoir en 1972 avec l'AS Béziers.
- Finaliste du Challenge Yves du Manoir en 1973 avec l'AS Béziers.

### En équipe nationale
- Vainqueur du Tournoi des Cinq Nations en 1973 avec l'équipe de France.